# Tipula (Tipula) speiseriana
Tipula (Tipula) speiseriana is een tweevleugelige uit de familie langpootmuggen (Tipulidae). De soort komt voor in het Afrotropisch gebied.